# NGC 5958
NGC 5958 is een spiraalvormig sterrenstelsel in het sterrenbeeld Noorderkroon. Het hemelobject werd op 11 april 1785 ontdekt door de Duits-Britse astronoom William Herschel.

## Synoniemen
- UGC 9909
- MCG 5-37-3
- ZWG 166.9
- IRAS 15327+2849
- PGC 55494